# Butka
Butka (Бутка́ in russo) è un piccolo villaggio russo, situato sul pedemonte occidentale dei monti Urali nell'oblast' di Sverdlovsk. È attraversato dal fiume Beljakovka.
É noto per essere il luogo di nascita del Presidente della Federazione Russa Boris Nikolaevič El'cin.